# Saison 1973-1974 de la LHOu
Saison précédente Saison suivante
La saison 1973-1974 est la 8e saison de hockey sur glace de la Ligue de hockey de l'Ouest du Canada, maintenant connu sous le nom de Ligue de hockey de l'Ouest. Les Pats de Regina remporte la Coupe du Président en battant en finale les Centennials de Calgary. Puis Regina remporta par la suite la Coupe Memorial.

## Saison régulière
Avant le début de la saison, les Nats de Vancouver sont relocalisés vers Kamloops en Colombie-Britannique et sont renommés les Chiefs de Kamloops. Les Jets de Winnipeg sont, pour leur part, renommés les Clubs de Winnipeg.

### Classement
| Division Est             | PJ | V  | D  | N  | Pts | BP  | BC  |
| ------------------------ | -- | -- | -- | -- | --- | --- | --- |
| Pats de Regina           | 68 | 43 | 14 | 11 | 97  | 377 | 225 |
| Bombers de Flin Flon     | 68 | 34 | 21 | 13 | 81  | 322 | 259 |
| Broncos de Swift Current | 68 | 35 | 24 | 9  | 79  | 240 | 306 |
| Blades de Saskatoon      | 68 | 30 | 29 | 9  | 69  | 283 | 272 |
| Wheat Kings de Brandon   | 68 | 27 | 37 | 4  | 58  | 305 | 348 |
| Clubs de Winnipeg        | 68 | 23 | 38 | 7  | 53  | 258 | 338 |

| Division Ouest            | PJ | V  | D  | N  | Pts | BP  | BC  |
| ------------------------- | -- | -- | -- | -- | --- | --- | --- |
| Centennials de Calgary    | 68 | 41 | 18 | 9  | 91  | 328 | 236 |
| Bruins de New Westminster | 68 | 36 | 21 | 11 | 83  | 284 | 250 |
| Tigers de Medicine Hat    | 68 | 29 | 31 | 8  | 66  | 305 | 314 |
| Oil Kings d'Edmonton      | 68 | 25 | 36 | 7  | 57  | 252 | 301 |
| Cougars de Victoria       | 68 | 22 | 40 | 6  | 50  | 259 | 336 |
| Chiefs de Kamloops        | 68 | 13 | 49 | 6  | 32  | 248 | 376 |

### Meilleurs pointeurs
| Joueur           | Équipe        | PJ | B  | A   | Pts | Pun |
| ---------------- | ------------- | -- | -- | --- | --- | --- |
| Ron Chipperfield | Brandon       | 66 | 90 | 72  | 162 | 82  |
| Dennis Sobchuk   | Regina        | 66 | 68 | 78  | 146 | 78  |
| Mike Rogers      | Calgary       | 66 | 67 | 73  | 140 | 32  |
| Al Hiller        | Flin Flon     | 68 | 30 | 108 | 138 | 33  |
| Terry Ruskowski  | Swift Current | 68 | 40 | 93  | 133 | 243 |
| Rick Blight      | Brandon       | 67 | 49 | 81  | 130 | 122 |
| Danny Gare       | Calgary       | 65 | 68 | 59  | 127 | 238 |
| Jerry Holland    | Calgary       | 67 | 55 | 65  | 120 | 54  |
| Ed Johnstone     | Medicine Hat  | 68 | 64 | 54  | 118 | 164 |
| Clark Gillies    | Regina        | 65 | 46 | 66  | 112 | 179 |

## Séries éliminatoires
|  | Quarts de finale          | Quarts de finale          |                        |   | Demi-finales | Demi-finales |  |  | Finale | Finale |
|  | Quarts de finale          | Quarts de finale          |                        |   | Demi-finales | Demi-finales |  |  | Finale | Finale |
|  |                           |                           |                        |   |              |              |  |  |        |        |
|  |                           |                           |                        |   |              |              |  |  |        |        |
|  |                           |                           |                        |   |              |              |  |  |        |        |
|  | Pats de Regina            | 4                         |                        |   |              |              |  |  |        |        |
|  | Pats de Regina            | 4                         |                        |   |              |              |  |  |        |        |
|  | Blades de Saskatoon       | 2                         |                        |   |              |              |  |  |        |        |
|  | Blades de Saskatoon       | 2                         | Pats de Regina         | 4 |              |              |  |  |        |        |
|  |                           |                           | Pats de Regina         | 4 |              |              |  |  |        |        |
|  |                           | Broncos de Swift Current  | 2                      |   |              |              |  |  |        |        |
|  | Bombers de Flin Flon      | Broncos de Swift Current  | 2                      | 3 |              |              |  |  |        |        |
|  | Bombers de Flin Flon      |                           |                        | 3 |              |              |  |  |        |        |
|  | Broncos de Swift Current  | 4                         |                        |   |              |              |  |  |        |        |
|  | Broncos de Swift Current  | 4                         | Pats de Regina         | 4 |              |              |  |  |        |        |
|  |                           |                           | Pats de Regina         | 4 |              |              |  |  |        |        |
|  |                           | Centennials de Calgary    | 0                      |   |              |              |  |  |        |        |
|  | Centennials de Calgary    | Centennials de Calgary    | 0                      | 4 |              |              |  |  |        |        |
|  | Centennials de Calgary    |                           |                        | 4 |              |              |  |  |        |        |
|  | Oil Kings d'Edmonton      | 1                         |                        |   |              |              |  |  |        |        |
|  | Oil Kings d'Edmonton      | 1                         | Centennials de Calgary | 4 |              |              |  |  |        |        |
|  |                           |                           | Centennials de Calgary | 4 |              |              |  |  |        |        |
|  |                           | Bruins de New Westminster | 1                      |   |              |              |  |  |        |        |
|  | Bruins de New Westminster | Bruins de New Westminster | 1                      | 4 |              |              |  |  |        |        |
|  | Bruins de New Westminster |                           |                        | 4 |              |              |  |  |        |        |
|  | Tigers de Medicine Hat    | 2                         |                        |   |              |              |  |  |        |        |
|  | Tigers de Medicine Hat    | 2                         |                        |   |              |              |  |  |        |        |

## Honneurs et trophées
- Champion de la saison régulière : Pats de Regina.
- Trophée du Joueur le plus utile (MVP), remis au meilleur joueur : Ron Chipperfield, Wheat Kings de Brandon.
- Meilleur pointeur : Ron Chipperfield, Wheat Kings de Brandon.
- Trophée du meilleur esprit sportif : Mike Rogers, Centennials de Calgary.
- Meilleur défenseur : Pat Price, Blades de Saskatoon.
- Recrue de l'année : Cam Connor, Bombers de Flin Flon.
- Meilleur gardien : Garth Malarchuk, Centennials de Calgary.
- Meilleur entraîneur : Stan Dunn, Broncos de Swift Current.